# 1092 Ліліум
1092 Ліліум (1092 Lilium) — астероїд головного поясу, відкритий 12 січня 1924 року.
Тіссеранів параметр щодо Юпітера — 3,274.